# Lauren Bate
Lauren Bate (Billinge, 24 ottobre 1999) è un'ex pistard britannica.

## Palmarès

### Pista
- 2017

Campionati britannici, Velocità a squadre (con Sophie Capewell)
Campionati britannici, 500 metri a cronometro Junior
Campionati britannici, Velocità Junior
- 2018

Campionati britannici, Velocità a squadre (con Georgia Hilleard)
- 2020

Campionati britannici, Velocità

## Piazzamenti

### Competizioni mondiali
- Campionati del mondo su pista

Aigle 2016 - Velocità a squadre Junior: 6ª
Aigle 2016 - 500 metri a cronometro Junior: 13ª
Montichiari 2017 - Velocità a squadre Junior: 3ª
Montichiari 2017 - Velocità Junior: 2ª
Montichiari 2017 - 500 metri a cronometro Junior: 4ª
Montichiari 2017 - Keirin Junior: 4ª
Apeldoorn 2018 - Velocità a squadre: 6ª
Roubaix 2021 - Velocità a squadre: 3ª

### Competizioni europee
- Campionati europei su pista

Montichiari 2016 - Velocità a squadre Junior: 3ª
Montichiari 2016 - Velocità Junior: 5ª
Anadia 2017 - Velocità a squadre Junior: 3ª
Anadia 2017 - Velocità Junior: 4ª
Anadia 2017 - 500 metri a cronometro Junior: 3ª
Anadia 2017 - Keirin Junior: 3ª
Glasgow 2018 - Velocità a squadre: 9ª
Glasgow 2018 - Velocità: 15ª
Glasgow 2018 - 500 metri a cronometro: 9ª
Plovdiv 2020 - Velocità a squadre: 2ª
Grenchen 2021 - Velocità a squadre: 4ª
Grenchen 2021 - Keirin: 17ª